# Tử hình ở Canada
Hình phạt từ hình ở Canada đã có từ năm 1759 khi Canada còn là một thuộc địa của đế quốc Anh. Tính đến khi Canada hủy bỏ hình phạt tử hình cho tội giết người ngày 14 tháng 7 năm 1976, có tổng cộng 1481 người đã phải chịu hình phạt này, và 710 người trong số đó đã bị xử tử. Hình thức xử tử duy nhất được sử dụng ở Canada là treo cổ. Vụ hành hình cuối cùng ở Canada là vụ hành hình Arthur Lucas và Ronald Turpin ngày 11 tháng 12 năm 1962 ở Don Jail, Toronto.
Ngày 30 tháng 6 năm 1987, một dự luật khôi phục hình phạt tử hình đã thất bại trong một cuộc bỏ phiếu với tỉ lệ 148–127.Thủ tướng Brian Mulroney, Bộ trưởng bộ tư pháp Ray Hnatyshyn và ngoại trưởng Joe Clark phản đối dự luật này, trong khi phó thủ tướng Donald Mazankowski ủng hộ.